# Jennifer Castle
Jennifer Castle (Toronto -) kanadai énekesnő, dalszerző. Torontóban született, Mississaugában és Orangeville-ben nevelkedett, és Londonban és Vancouverben (Brit Columbia) élt, majd visszatért Torontóba. Jennifer Castle rejtőzik. Gyakran csak egy gitárral egy zsámolyon lép fel, és olyan dalokat énekel, amelyek régmúlt country-, folk- és blues-hagyományait idézik fel.

## Pályafutása
„Castlemusic” néven két albumot adott ki, a Live at the Music Gallery (2006) és You Can't Take Anyone (2008), mielőtt leszerződött volna a Flemish Eye  albumára, amelyet saját nevén adott ki, de szintén Castlemusic címmel. (A lemezt újra kiadták aztán a New York-i No Quarter Recordsnál). Fellépett Wyrd Visions, Eric Chenaux, Ryan Driver, Bry Webb, Doug Paisley, a Constantines és a Fucked Up punkzenekar lemezein is. 2011-ben részt vett a National Parks Projecten is Sebastien Grainger és Dan Werb zenészekkel, valamint Catherine Martin filmrendezővel együttműködve egy rövid dokumentumfilmben a quebeci Mingan Archipelago National Park Reserve-ről.
A Toronto Dance Theatre-ben együtt dolgozott Ame Henderson koreográfussal a Henderson/Castle: Voyager projektben. Dolgozott Tony Romano, Darryl D, Davida Nemeroff, Victoria Cheong, Aimee Dawn Robinson, Barb Lindenberg és Yuula Benivolski képzőművészekkel, dalai pedig Atom Egoyan (The Captive) és Bruce LaBruce (Gerontophilia) filmjeiben szerepeltek.
Negyedik albuma, a „Pink City” 2014-ben jelent meg. Az albumot jelölték a 2015-ös Polaris Music Prize-ra.
Játszik a torontói székhelyű Deloro zenekarban, valamint az IC/JC/VC énektrióban, valamint vendégénekesként a Badge Époque Ensemble-nál. 2018-ban adta ki ötödik albumát „Angels of Death” címmel, 2020-ban pedig a hatodikat („Monarch Season”).

## Albumok
- Live at the Music Gallery (2006)
- You Can't Take Anyone (2008)
- Castlemusic (2011)
- Pink City (2014)
- Angels of Death (2018)
- Monarch Season (2020)

## Filmek
- 2011: Mingan Archipelago National Park Reserve (dokumentum film)

## Díjak
- 2015: Polaris Music Prize(wd) – jelölés

## Fordítás
Ez a szócikk részben vagy egészben  a   Jennifer Castle című angol Wikipédia-szócikk ezen változatának fordításán alapul.  Az eredeti cikk szerkesztőit annak laptörténete sorolja fel. Ez a jelzés csupán a megfogalmazás eredetét és a szerzői jogokat jelzi, nem szolgál a cikkben szereplő információk forrásmegjelöléseként.